# Karl August Ramdohr

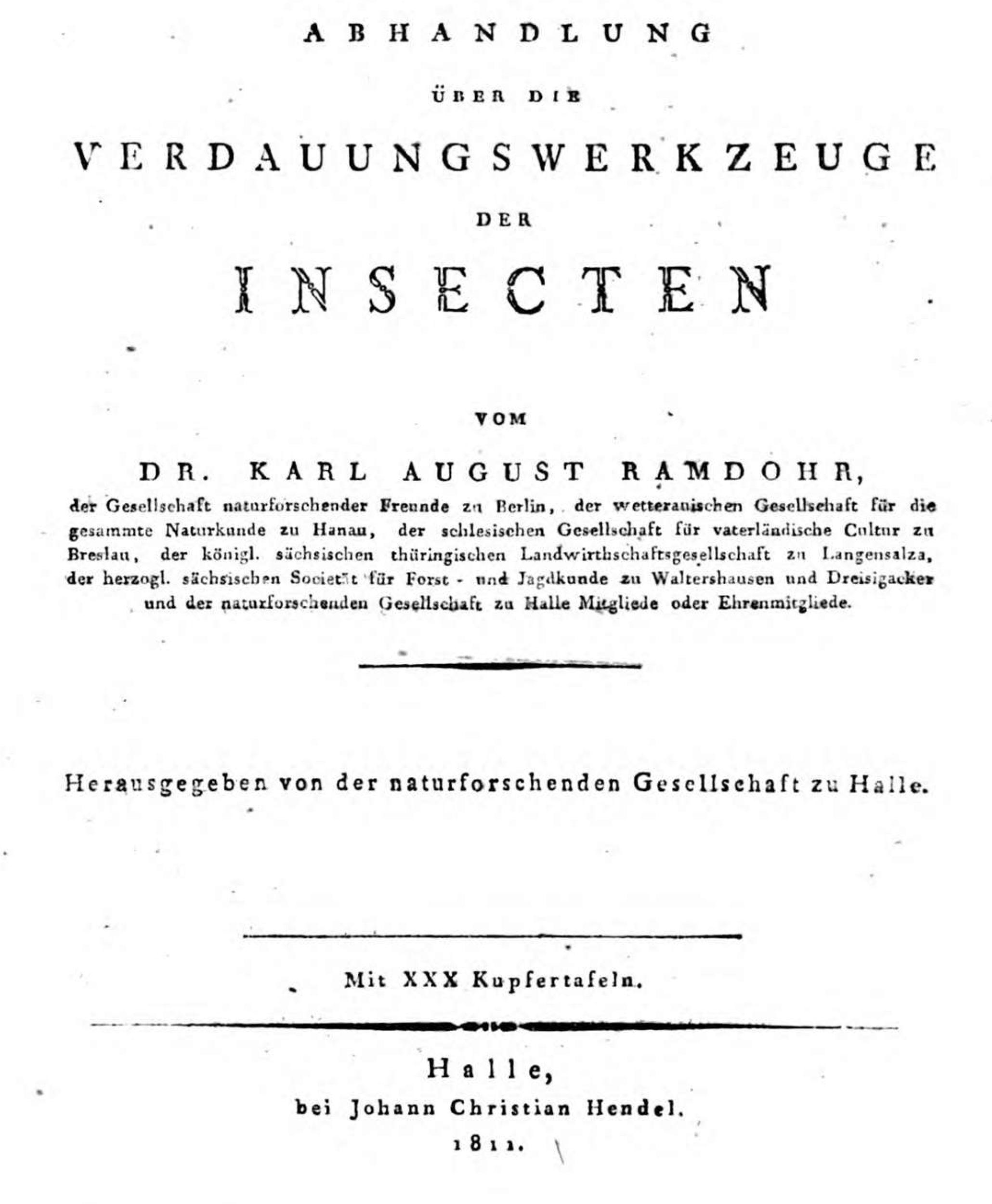
Titelseite des Buchs Verdauungswerkzeuge der Insekten, 1811

Karl August Ramdohr (* 14. August 1780 in Westeregeln; † 8. Dezember 1845 in Jurgaitschen) war ein deutscher Oberamtmann, Arzt, Zoologe und Imker.

## Herkunft und Familie
Karl August Ramdohr (auch: Carl August Ramdohr oder (fälschlich) F. A. Ramdohr) war einer der Söhne des Oberamtmanns auf Gut Westeregeln für das Domkapitel Magdeburg, Johann David Ramdohr (* 25. Februar 1733 in Aschersleben; † 15. Juni 1800 in Hadmersleben), und der Eleonora Friederika Muhl. Er war verheiratet mit Johanna Louise Christiane Preußer (1783–1856) und hatte vier Töchter und einen Sohn, Karl Hermann Ramdohr (* 17. April 1813 in Beichlingen; † 6. November 1883 Kreis Gumbinnen), 1845 Amtsrat in Kattenau.

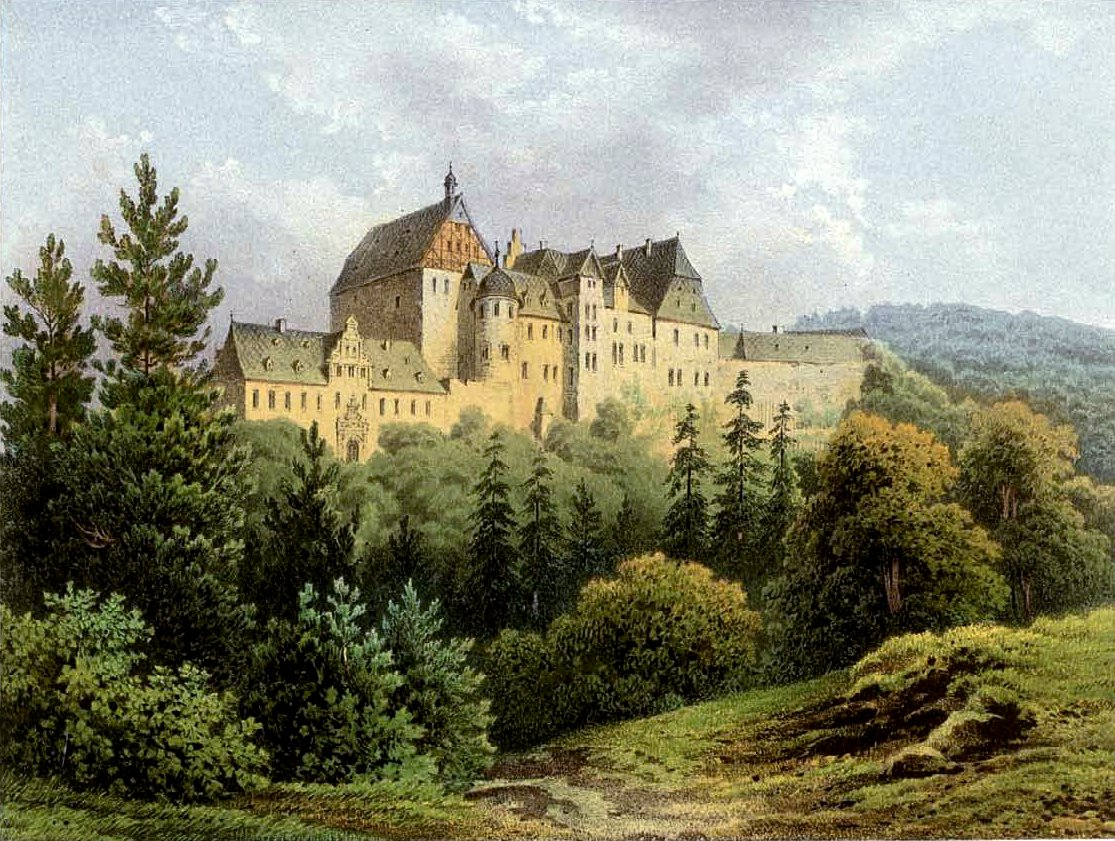
Schloss Beichlingen um 1860, Sammlung Duncker

## Laufbahn und zoologische Forschungen
Karl August Ramdohr schloss ein im Jahr 1794 bereits begonnenes Studium der Naturwissenschaften an der Universität Halle ab und wurde vermutlich mit einer Dissertation über ein ärztliches Thema zum Dr. phil. promoviert. Er war von 1803 bis 1808 Privatdozent an den Universitäten zu Wittenberg und Halle. Dort veröffentlichte er im März 1805 seine mikroskopischen Studien zur Entomologie und Helminthologie sowie Erkenntnisse zur Reproduktion und Entwicklung des Hüpferlings Cyclops. Um etwa 1807 war er in Beichlingen und forschte zur Anatomie des Darmkanals und der Geschlechtsteile von Carabus monilis. Im Jahre 1808 war er zudem der Erstbeschreiber der Ostrakoden-Spezies Heterocypris incongruens (RAMDOHR, 1808) und Iliocypris gibba (RAMDOHR, 1808). Von 1809 bis 1815 war er ebenfalls königlich-preußischer Kriegskommissar in Beichlingen. Daneben betrieb Ramdohr um 1811 am dortigen Schloss, wie einst sein Onkel, der Pfarrer Johann Christian Ramdohr (1730–1802), eine Magazin-Bienenzucht. Bald danach erprobte er auch die ertragreichere Schwarmbienen-Zucht, bei welcher der Arbeitseifer der Schwärme für noch höhere Erträge ausgenutzt werden konnte. Im selben Jahr veröffentlichte er eine Abhandlung über die Verdauungswerkzeuge der Insekten. Sogar Goethe erwähnt die Lektüre dieser Schrift in seinen Tagebüchern, am 5. Januar 1812. Im Jahr 1814 forschte Ramdohr ferner zu Organen des Leberegels Fasciola.

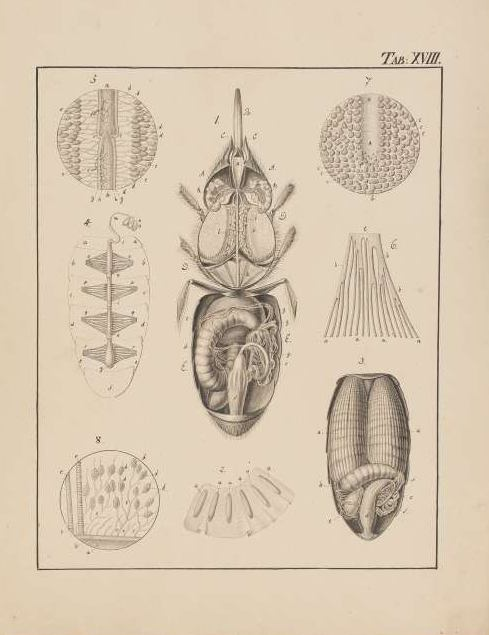
Tafel aus Zergliederung der gemeinen Honigbiene (um 1811)

Ab 1826 war Ramdohr Oberamtmann in Havelberg und schrieb 1832 ein Buch über die von ihm erprobte Korbbienenzucht mit Schwarmbetrieb. Das im Jahre 1833 erschienene Werk trägt den Titel Die einträglichste und einfachste Art der Bienenzucht und enthält exakte Berechnungen zum Ertrag. Ramdohr hat außerdem noch diverse Schriften über Physiologie und Anatomie der Bienen herausgegeben und muss bei seinen naturwissenschaftlich gebildeten Zeitgenossen in hohem Ansehen gestanden haben, da er mehreren gelehrten Gesellschaften. als Mitglied und seiner Verdienste wegen auch als Ehrenmitglied angehörte, wie etwa der Gesellschaft naturforschender Freunde zu Berlin.
Ab 1836 war er als Amtsrat und Remontedepotadministrator in Jurgaitschen (Kreis Insterburg) in Ostpreußen tätig. Seine Grabstätte befand sich im nahegelegenen Trempen.

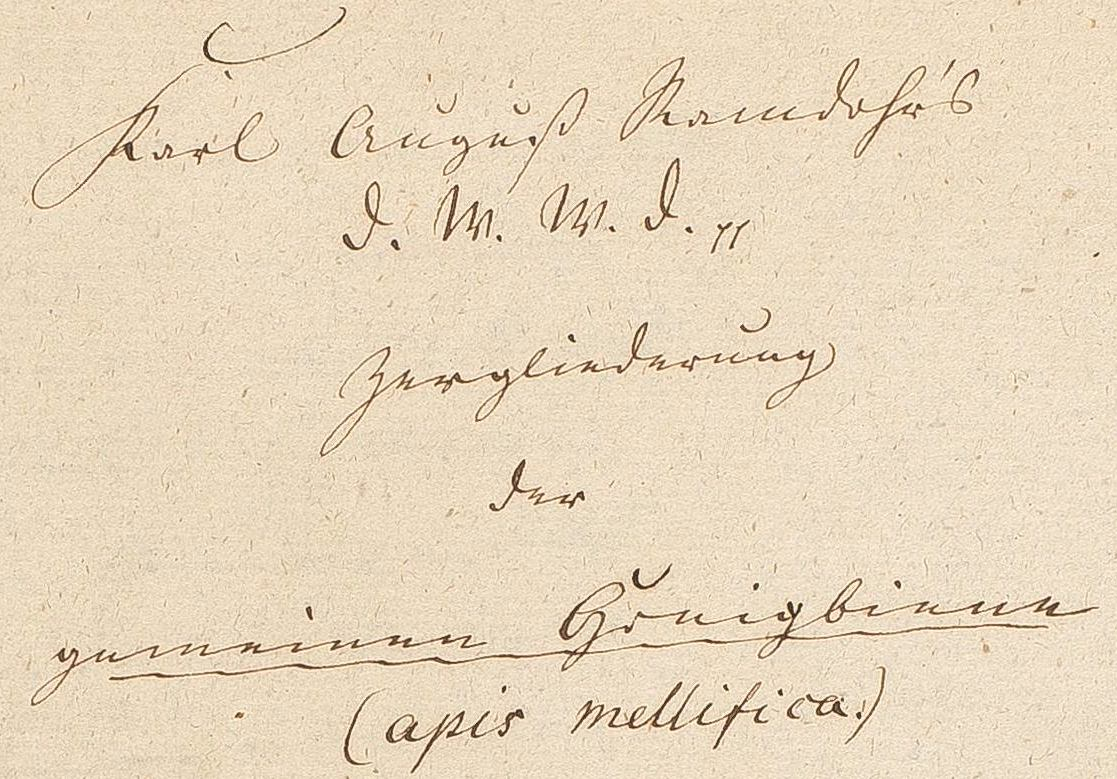
Titel Zergliederung der gemeinen Honigbiene (eigenhändig, um 1811)

## Schriften (Auswahl)
- Mikrographische Beyträge zur Entomologie und Helminthologie; Verlag Hemmerde & Schwetschke (Halle, 1805) Nummer 92 Band 24.
- Über die Gattung Cypris Müll. und drei zu derselben gehörige neue Arten, in Der Gesellschaft naturforschender Freunde zu Berlin Magazin für die neuesten Entdeckungen in der gesammten Naturkunde, Zweites Quartal 1808, S. 83 ff., (Hrsg.: Joachim Pauli; Berlin, 1808)
- Die Verdauungswerkzeuge der Insecten, hrsg. von der naturforschenden Gesellschaft zu Halle. Verlag Johann Christian Hendel (Halle, 1811)[19]
- Zergliederung der gemeinen Honigbiene (um 1811, Manuskript für Pastor Hoffmeister zu Wienrode)[20]
- Versuche über die einträglichste und einfachste Art der Bienenzucht; Verlag Wilhelm Schüppel (Berlin, 1833)